# Partito Comunista del Brasile
Il Partito Comunista del Brasile (in portoghese Partido Comunista do Brasil, PCdoB) è un partito politico comunista brasiliano, formatosi durante la crisi sino-sovietica da una scissione maoista del Partito Comunista Brasiliano (PCB).
Nonostante sia stato fondato solo nel 1962, rivendica di essere il prosecutore politico del PCB, fondato nel 1922, e quindi di essere il più vecchio partito politico brasiliano.
Ha fatto parte dei governi di Luiz Inácio Lula da Silva (2003-2011 e dal 2023) e ha sostenuto il governo di Dilma Rousseff.

## Il PCB (1922-1962)
Il PCB, fondato nel 1922, visse in clandestinità al 1928 fino a quando venne fondato il Blocco Operaio e Contadino (BOC). Nel 1930, visto l'insuccesso elettorale il PCB decise di abbandonare la politica di apertura alle altre realtà della sinistra e rimarcare la propria natura "proletaria e operaia". Nel 1933, preoccupato dell'avanzata del fascismo nel mondo, il PCB si rese disponibile ad un fronte che raccogliesse socialisti e comunisti, dando vita all'Alleanza Nazionale Liberatrice, che attirò la preoccupazione di Getúlio Vargas, del Partito Laburista Brasiliano, che ne ottenne la dichiarazione di "illegalità". Nel 1937, il PCB subì la scissione dell'ala troskista a causa delle divisioni sulla candidatura per le presidenziali dell'anno successivo. I primi anni '40 si caratterizzarono per il ritorno alla semi-clandestina del PCB.
Alle elezioni per l'assemblea costituente del 1945, però, il PCB, grazie alle lotte sindacali degli ultimi anni, riuscì ad ottenere l'8,6% dei consensi e ad eleggere 14 deputati. Alle successive elezioni del 1947, il PCB crollò allo 0,2% dei voti a causa della campagna elettorale anticomunista del Partito Social Democratico (centro) e dell'Unione Democratica Nazionale (destra), che favorì il Partito Laburista Brasiliano e il Partito Social Progressista, entrambi di sinistra.
Tra il 1954 e il 1964, data dell'avvento della dittatura militare, il PCB non ebbe rappresentanza parlamentare di rilievo. Nel 1962 dopo il proprio V congresso il PCB si scisse tra la componente maoista del partito, che diede vita all'attuale Partito Comunista del Brasile (PCdoB) e quella filosovietica che mantenne la sigla PCB, Partito Comunista Brasiliano.

## Il PCdoB
Durante la dittatura militare (1964-1985) il PCdoB fu messo fuorilegge. Il partito promosse azioni di guerriglia che si svilupparono nel bacino del fiume Araguia, che furono represse in modo spietato dai militari governativi. La sconfitta militare spinse il PCdoB ad abbandonare la lotta armata e a una revisione dei dogmi maoisti.
Nel 1979 dopo l'amnistia i dirigenti del PCdoB rientrati in Brasile appoggiarono le iniziative dell'opposizione democratica, in particolare il movimento per l'elezione diretta del presidente "Diretas Já" e nel frattempo svilupparono un movimento giovanile e una centrale sindacale di ispirazione comunista.
Alle elezioni del 1986, le prime libere e pluripartitiche, il PCoB ottenne lo 0,9% dei voti ed elesse 3 deputati su 487. Nel 1990 il PCdoB ottenne lo 0,9% dei voti e 5 seggi su 502.  Alle politiche del 1994 i consensi salirono all'1,2% ed i seggi a 10. Nel 1998 pur incrementano i consensi all'1,3% i seggi calarono a 7. Nel 2002 i consensi salirono ulteriormente al 2,2% ed i seggi a 12, dato sostanzialmente confermato nel 2006 (2,1% e 13 seggi). Nel 2010 alle elezioni per la Camera il partito ottenne il 2,8% e 15 seggi.